# Rævså
Rævså er en omkring 13 kilometer lang å,  der har sit udspring i moserne Ondrup-, Ørting- og Morsholt Mose (55°56′1.03″N 10°7′14.08″Ø / 55.9336194°N 10.1205778°Ø). Disse tre navne dækker i virkeligheden én og samme mose,  der ligger lige vest for Ørting, syd for Odder i Odder Kommune.
Åen løber først mod øst, men svinger efter Odder-Horsens-vejen mod nord, hvor den på en strækning vest for herregården Rodstensejedanner østgrænsen for naturfredningen af Herregårdslandkabet omkring Rathlousdal . Rævså svinger igen mod øst, syd om, og igen mod nord, vest om Odder, vest om Rørt (Rørt Bro) under Nølev Bro og vest om landsbyen Nølev, inden den løber ud i Odder Å syd for landsbyen Assedrup.  Odder Å løber ud i Norsminde Fjord og videre ud i Kattegat ved Norsminde.

## Tilløb
Rævså modtager tilløb fra følgende vandløb:
- En navnløs bæk fra højre (nord for Houvej)
- Odder Å fra venstre (syd for Assedrup)
- Kragebæk fra venstre (syd for Assedrup)
- Assedrup Bæk fra venstre (øst for Assedrup)
- Fiskbæk fra venstre (syd for Malling)

## Eksterne kilder og henvisninger
1. ↑  Længden er omtrentlig, målt med redskab på miljoegis.mim.dk
2. ↑  kulturarv.dk: Lokalitet
3. ↑  Om fredningen på fredninger.dk

|  | Denne artikel om lokaliteten Rævså kan blive bedre, hvis der indsættes et (bedre) billede. Du kan hjælpe ved at afsøge Wikimedia Commons for et passende billede eller lægge et op på Wikimedia Commons med en af de tilladte licenser og indsætte det i artiklen. |

55°59′55.81″N 10°10′54.96″Ø / 55.9988361°N 10.1819333°Ø